# Noordwest-Saksisch voetbalkampioenschap 1902/03
In 1902/03 werd het tweede voetbalkampioenschap van Noordwest-Saksen gespeeld, dat georganiseerd werd door de Midden-Duitse voetbalbond. VfB Leipzig werd kampioen en plaatste zich voor de Midden-Duitse eindronde. Na een ruime zege tegen Dresdner SC werd de club kampioen en plaatste zich zo ook voor de allereerste eindronde om de Duitse landstitel. VfB versloeg DFC Praag met 7-2 in de finale en werd de eerste Duitse landskampioen.

## 1. Klasse
| Plaats | Club               | Wed. | W | G | V | Saldo | Ptn. |
| ------ | ------------------ | ---- | - | - | - | ----- | ---- |
| 1.     | VfB Leipzig        | 8    | 8 | 0 | 0 | 35:7  | 16:0 |
| 2.     | FC Wacker Leipzig  | 8    | 6 | 0 | 2 | 17:10 | 12:4 |
| 3.     | Leipziger BC 1893  | 8    | 3 | 1 | 4 | 19:15 | 7:9  |
| 4.     | Hallescher FC 1896 | 8    | 2 | 1 | 5 | 10:29 | 5:11 |
| 5.     | FC Lipsia Leipzig  | 8    | 0 | 0 | 8 | 4:24  | 0:16 |

|  | Kampioen, geplaatst voor Midden-Duitse eindronde |

## 2. Klasse
| Plaats | Club                           | Wed. | W | G | V | Saldo | Ptn.  |
| ------ | ------------------------------ | ---- | - | - | - | ----- | ----- |
| 1.     | VfB 1893 Leipzig II            | 6    | 5 | 1 | 0 | 23:08 | 11:01 |
| 2.     | FC Wacker 1895 Leipzig II      | 3    | 2 | 0 | 1 | 03:04 | 04:02 |
| 3.     | Leipziger FC Sportfreunde 1900 | 3    | 0 | 2 | 1 | 05:11 | 02:04 |
| 4.     | Leipziger BC 1893 II           | 2    | 0 | 1 | 1 | 04:05 | 01:03 |
| 5.     | FC Vorwärts Leipzig            | 4    | 0 | 0 | 4 | 04:11 | 00:08 |

|  | Kampioen |